# Music Hole
Music Hole è il terzo album in studio della cantautrice francese Camille, pubblicato nel 2008.

## Tracce
1. Gospel With No Lord – 3:35
2. Canards Sauvages – 3:43
3. Home Is Where It Hurts – 4:23
4. Kfir – 3:44
5. The Monk – 6:42
6. Cats and Dogs – 3:29
7. Money Note – 6:18
8. Katie's Tea – 2:44
9. Winter's Child – 4:49
10. Waves – 5:31
11. Sanges Sweet – 4:42